# Procris repens
Procris repens är en nässelväxtart som först beskrevs av João de Loureiro, och fick sitt nu gällande namn av B.J.Conn och Hadiah. Procris repens ingår i släktet Procris och familjen nässelväxter. Inga underarter finns listade i Catalogue of Life.